# Lijst van burgemeesters van Heukelum
Dit is een lijst van burgemeesters van de voormalige Nederlandse gemeente Heukelum tot die gemeente op 1 januari 1986 opging in de gemeente Vuren (in januari 1987 hernoemd tot gemeente Lingewaal).
| Ambtsperiode | Naam burgemeester                        | Partij of stroming | Bijzonderheden                                                                                        |
| ------------ | ---------------------------------------- | ------------------ | --- |
| 1812 - 1819  | F.C. de Groot                            |                    | |
| 1819 - 1819  | A.J. Kruijt                              |                    | waarnemend                                                                                            |
| 1819 - 1831  | W. Willemstijn                           |                    | |
| 1831 - 1840  | Carel Johannes Engelbert van Bevervoorde |                    | |
| 1840 - 1851  | Dirk (D.) Voortman (1813-)               |                    | later burgemeester van IJsselstein                                                                    |
| 1851 - 1852  | Felix (F.) de Klopper                    |                    | tevens burgemeester van Asperen (1852), Spijk (1851-1852) en Arkel (1851-1852), later van Schoonhoven |
| 1852 - 1853  | J.J. Noman                               |                    | tevens burgemeester van Asperen en Spijk                                                              |
| 1853 - 1886  | J.C.M. Pompe                             |                    | tevens burgemeester van Asperen en Spijk (in 1855 opgegaan in Heukelum)                               |
| 1886 - 1891  | D.F.H.G. van Iterson                     |                    | tevens burgemeester van Asperen                                                                       |
| 1891 - 1925  | E.F.J. Hoolboom                          |                    | tevens burgemeester van Asperen                                                                       |
| 1925 - 1938  | Rokus (G.R.) Vonk                        | ARP                | tevens burgemeester van Asperen                                                                       |
| 1939 - 1966  | Jan (J.) van Meeuwen                     | ARP                | tevens burgemeester van Asperen                                                                       |
| 1967 - 1979  | Sjoerd (S.H.) Scheenstra                 | CHU / CDA          | tevens burgemeester van Asperen, later van burgemeester van Oegstgeest                                |
| 1980 - 1986  | Jacob (J.A.) de Jongh                    | CDA                | tevens burgemeester van Asperen, later burgemeester van Vuren/Lingewaal                               |